# Nemotaulius brevilinea
Nemotaulius brevilinea är en nattsländeart som först beskrevs av Mclachlan 1871.  Nemotaulius brevilinea ingår i släktet Nemotaulius och familjen husmasknattsländor. Inga underarter finns listade i Catalogue of Life.